# 花蓮空港
花蓮空港（フアリェンくうこう、かれんくうこう）は、台湾花蓮県新城郷に位置する空港である。中華民国国軍の花蓮空軍基地が併設されている軍民共用空港でもある。

## 概要

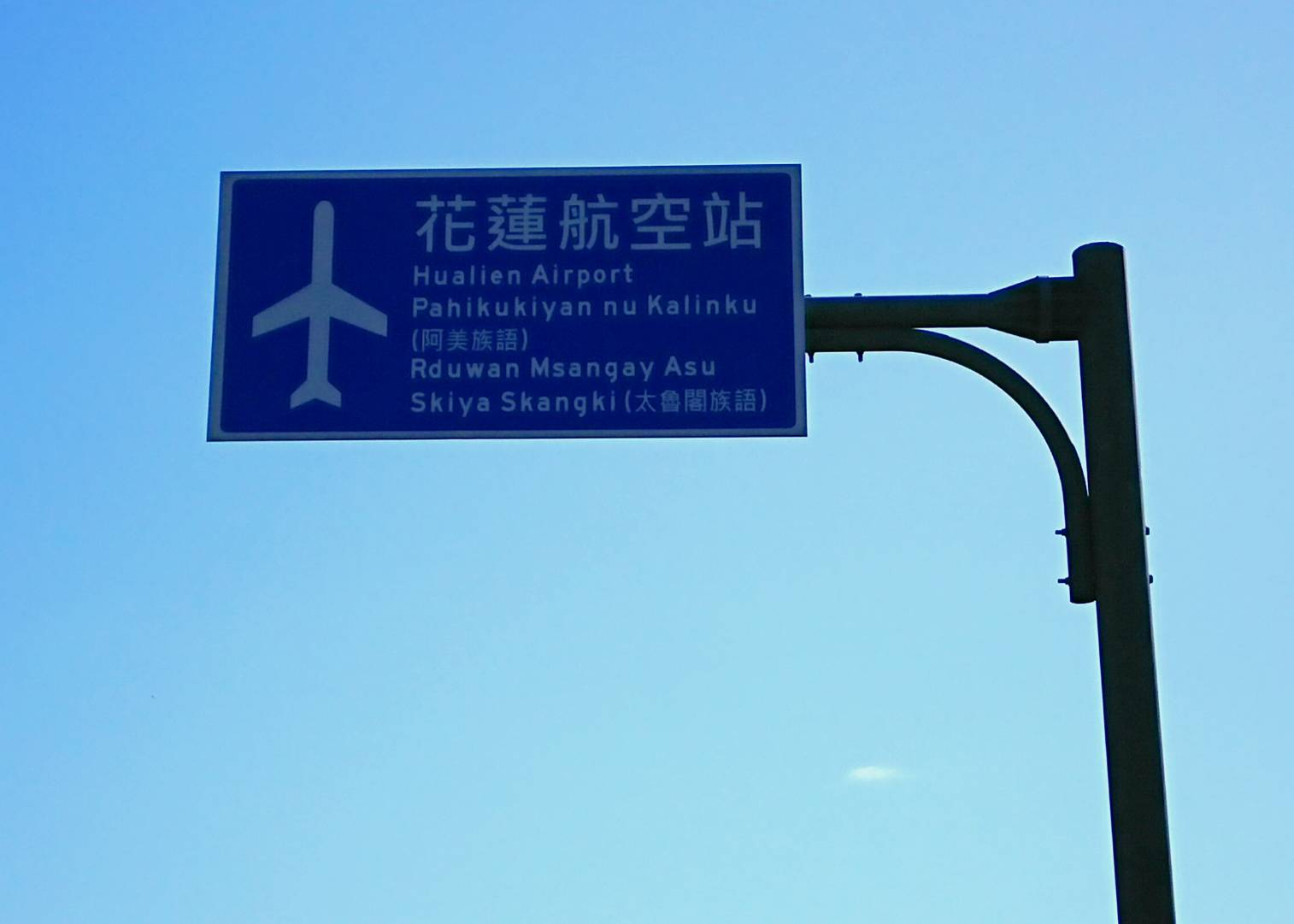
多言語化の空港案内標識(中国語、英語、アミ語、タロコ語)

花蓮空港は日本統治時代の1936年（昭和11年）、花蓮港北飛行場として開港した。台湾光復後中華民国政府が接収した。この空港は観光地である太魯閣渓谷に近いため外国人利用者も多い。
2016年11月22日、トランスアジア航空が経営破綻して全ての運航を停止したため、トランスアジア航空のみが就航していた、台北松山空港と台中国際空港を結ぶ路線が突如運休となった。その後、行政院の決定で同路線にはマンダリン航空が就航することになった。
国際線チャーター便の利用もある。

### 配置部隊
- 第5戦術戦闘航空団
  - 第17中隊 - F-16
  - 第26中隊 - F-16
  - 第27中隊 - F-16
  - 第12偵察中隊 - RF-16、RF-5E

### 歷代運用機
- F-5（1982年 - 2000年）
- RF-5（1998年 - ）
- F-16（2002年 - ）
- RF-16（2004年 - ）

## 就航航空会社と就航都市
2020年以降、新型コロナウイルス感染症の影響により、多くの定期便が運休、減便、経路変更となっている。
| 航空会社       | 就航地     |
| -------------- | ---------- |
| マンダリン航空 | 高雄、台中 |
| ユニー航空     | 台北松山   |

2023年8月現在